# Ebenezer Elmer
Ebenezer Elmer (* 23. August 1752 in Cedarville, Cumberland County, Provinz New Jersey; † 18. Oktober 1843 in Bridgeton, New Jersey) war ein US-amerikanischer Politiker. Zwischen 1801 und 1807 vertrat er den Bundesstaat New Jersey im US-Repräsentantenhaus.

## Werdegang
Ebenezer Elmer war der jüngere Bruder von US-Senator Jonathan Elmer (1745–1817) und der Vater des Kongressabgeordneten Lucius Elmer (1793–1883). Er genoss eine gute Schulausbildung. Nach einem anschließenden Medizinstudium und seiner Zulassung als Arzt begann er in Cedarville in diesem Beruf zu arbeiten. Während des Unabhängigkeitskrieges diente er als Mediziner in der Kontinentalarmee. Von 1783 bis 1789 praktizierte er als Arzt in Bridgeton. Gleichzeitig begann er eine politische Laufbahn. In den Jahren 1789 bis 1795 saß er als Abgeordneter in der New Jersey General Assembly, deren Präsident er 1791 und 1795 war. Elmer wurde Mitglied der von Thomas Jefferson gegründeten Demokratisch-Republikanischen Partei.
Bei den Kongresswahlen des Jahres 1800 wurde er für den zweiten Sitz von New Jersey in das US-Repräsentantenhaus in Washington, D.C. gewählt, wo er am 4. März 1801 die Nachfolge von Aaron Kitchell antrat. Nach zwei Wiederwahlen konnte er bis zum 3. März 1807 drei Legislaturperioden im Kongress absolvieren. In diese Zeit fiel der 1803 von Präsident Jefferson getätigte Louisiana Purchase. Im Jahr 1804 wurde der zwölfte Verfassungszusatz ratifiziert. 1806 verzichtete Ebenezer Elmer auf eine weitere Kongresskandidatur.
Im Jahr 1807 gehörte er dem State Council an, dem Vorläufer des Senats von New Jersey. Von 1808 bis 1817 war er Leiter der Zollbehörde in Bridgeton; dieses Amt übte er zwischen 1822 und 1832 noch einmal aus. Elmer war auch weiterhin Mitglied der Staatsmiliz. Er nahm am Britisch-Amerikanischen Krieg von 1812 teil und wurde als Adjutant General Kommandeur der Staatsmiliz von New Jersey. Während seiner beiden Amtszeiten als Leiter der Zollbehörde in Bridgeton war er auch Vizepräsident des Burlington College. Ebenezer Elmer starb am 18. Oktober 1843 in Bridgeton, wo er auch beigesetzt wurde.